# Генкель, Иоганн Фридрих
Иога́нн Фри́дрих Ге́нкель (нем. Johann Friedrich Henckel, 1 августа 1678, Мерзебург — 26 января 1744, Фрайберг) — немецкий врач, минералог, металлург, химик.

## Биография
Иоганн Фридрих Генкель родился в 1678 году в городе Мерзебург (герцогство Саксен-Мерзебург). С 1698 года изучал в Йенском университете богословие и медицину. В 1709 году поселился в Дрездене, где работал врачом. В 1711 году получил степень доктора медицины у основателя теории флогистона, Георга Эрнста Шталя. Переехав в 1712(13) году во Фрайберг, продолжил врачебную практику. Параллельно вёл научную работу, изучал новые для него горное и маркшейдерское дела, металлургию, химию.
C 1722 начинают печататься его научные труды как по горному делу (1725 — «Пиритология, или история колчедана»), так и по медицине (1728 — о профзаболеваниях горнорабочих). В 1726 г. Генкель был избран членом имперской академии естествоиспытателей «Леопольдина». В 1732 году он был назначен горным советником саксонского правительства, год спустя во Фрайберге им была создана химическая лаборатория. В 1739-40 гг. в этой лаборатории проходили обучение Дмитрий Иванович Виноградов и Михаил Васильевич Ломоносов. Несмотря на ссоры и скандалы, происходившие между учителем и учеником, из-за которых Ломоносов в итоге решил покинуть Фрайберг, по прошествии времени он стал относиться к своему фрайбергскому наставнику с большим уважением и даже «показывал студентам химические опыты тем курсом, как сам учился у Генкеля».
В 1765 году лаборатория Генкеля стала одной из основ для организованной во Фрайберге саксонским принцем Францем Ксавером горной академии.

## Научные труды
- Giesshübelium Redivivum, Der wiederlebende Berg-Gießhübel…. Freiberg 1729
- Von der Bergsucht und Hüttenkatze. Dresden/Freiberg 1745
- Flora Saturnizans: die Verwandtschaft der Pflanzen- mit dem Mineralreich. Leipzig 1755
- Kleine Minerologische und Chymische Schriften. Dresden-Leipzig 1756